# The Brigades
The Brigades est un groupe de punk rock français, originaire de Paris. Actif entre 1982 et 1989, il est l'un des groupes fondateurs de la scène dite rock alternatif (actuellement rock indépendant). Le groupe compte deux formations durant son existence.

## Biographie
L'histoire du groupe débute à la fin 1981. The Brigades prend véritablement forme en 1982 avec Tony Aigri (batterie), Kid Bravo (Jean-Yves Prieur) (guitare), Saveriu Chatterton (Xavier) (basse), et Vlad Dialectics (chant). La même année, le groupe lance le label indépendant Rock Radicals Records afin de produire son premier 45 tours, auto-financé. À ce moment, le groupe devient l'un des précurseurs du rock alternatif. En 1983, le groupe publie son premier mini-album intitulé Bombs and Blood and Capital. Plus tard sort l'EP Ready Steady Go.
En 1985, Kid Bravo et Tony Aigri partent pour fonder Bondage Records avec Marsu, label qui allait compter Bérurier Noir parmi sa liste. The Brigades continuent alors avec Dialectics (chant), Chatterton (basse), Miguel (batterie), et Franck Cleaz (guitare). La nouvelle formation fonde le label Negative Records, et y sort un album studio, Costa del Dole, et un album live, Yours Negatively, en 1987. Lassé de jouer devant un public maigre dans des salles provinciales, le groupe effectue un tout dernier concert en 1989 au Cirque d'hiver avant de se séparer.
Entre 1982 et 1989, le groupe réalise de nombreuses tournées en France et en Europe, chantant en anglais des textes de V. Dialectics. Tous les membres du groupe participent aux compositions musicales. Le groupe a fait plus de 200 concerts, en France, Suisse, Angleterre, Allemagne, Pologne, Écosse, avec de nombreux groupes comme : The Redskins, Subhumans, Kortatu, UK Decay, Red London, B Call, Dirty District, Haine Brigade, Newton Neurotics, Attila the Stockbroker (John Oposition), et de nombreux groupes français de cette période.

## Membres
- Vlad Dialectics - chant (1982–1989)
- Saveriu Chatterton (Xavier) - basse (1982–1989)
- Tony Aigri (François) - batterie (1982–1985)
- Kid Bravo (Jean-Yves Prieur) - guitare (1982–1985)
- Miguel - batterie (1985–1989)
- Franck Cleaz - guitare (1985–1989)

## Discographie

### Album studio
- 1987 : Costa del Dole (Negative Records)

### Album live
- 1987 : Yours Negatively (Negative Records)

### EP
- 1982 : The Brigades (45t ; Rock Radicals Records)
- 1983 : State Controlled Paranoia (45t ; Rock Radicals Records)
- 1983 : Bombs and Blood and Capital (mini-album ; Rock Radicals Records)
- 1984 : Ready Steady Go (Rock Radicals Records)

### Compilation
- 1982-1989 : Till Life Do Us Part (CD Compilation + des versions live des ultimes compos inédites du groupe enregistrées au Cirque D'hiver) - Negative Records